# 斗利出村
斗利出村（とりでむら）は茨城県新治郡にかつて存在した村である。現在の茨城県土浦市の北部に位置する。

## 歴史
- 1889年（明治22年）4月1日 - 町村制施行により、新治郡高岡村・田土部村（たどへむら）・田宮村・藤沢新田の区域をもって成立。
- 1955年（昭和30年）7月27日 - 藤沢村・山ノ荘村と新設合併し新治村が発足。同日斗利出村廃止。